# شمال شرق (فيتنام)

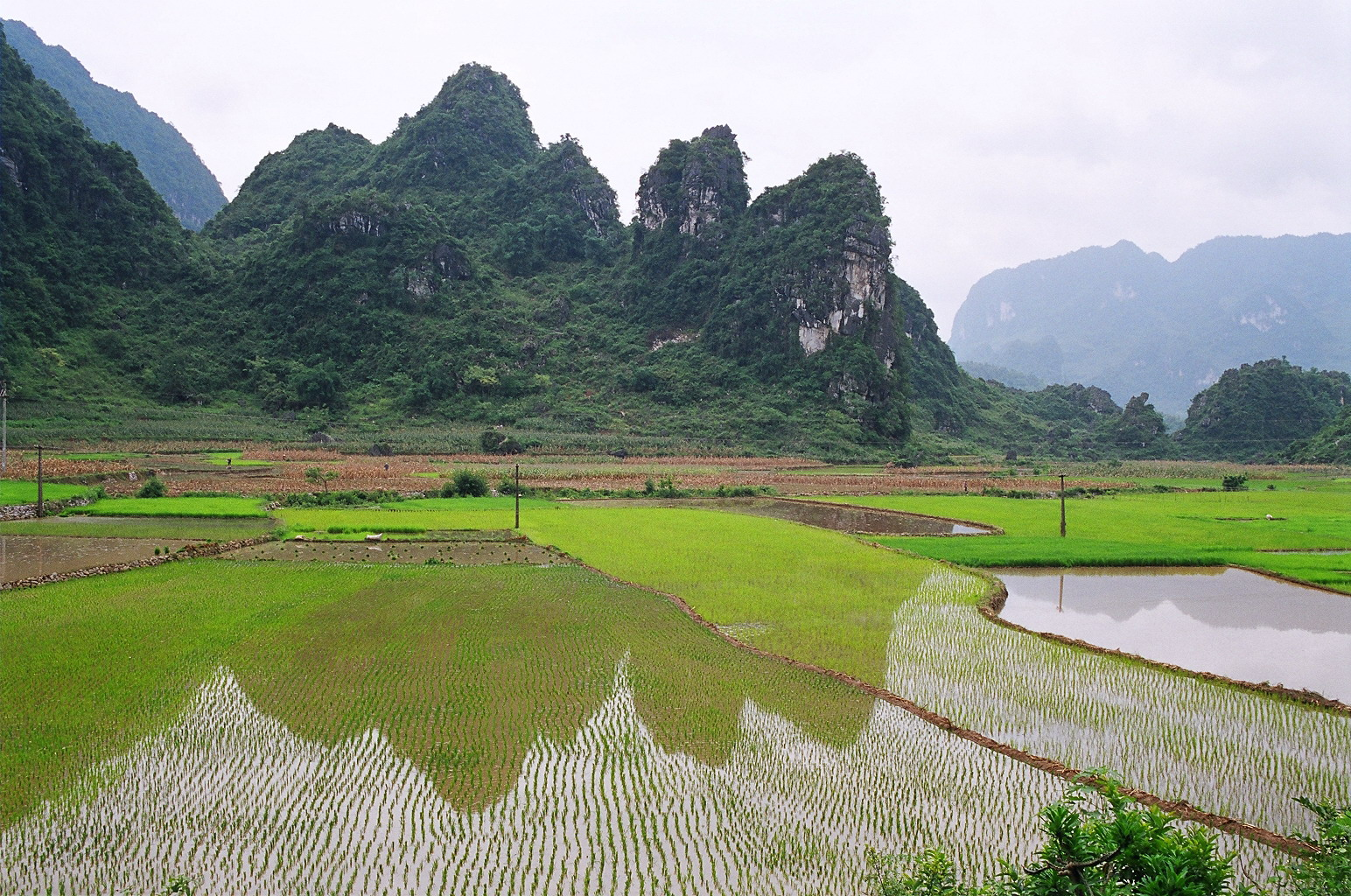
محافظة كاو بانغ في دونغ باك

موقع منطقة دونغ باك (شمال شرق) في فيتنام

منطقة شمال شرق (دونغ باك) تقع على شمال دلتا النهر الأحمر وفيتنام. وهي تقع على شرق مدينة هانوي، وهذه المنطقة تعتبر واحدة من ثلاث مناطق تشكل الجزء الشمالي من فيتنام (Việt Bắc) والمناطق الأثنان الأخرى هي منطقة شمال غرب فيتنام ومنطقة دلتا النهر الأحمر.

## الجغرافية

### الموقع
منطقة الشمال الشرقي تطوق أقاليم الشمال شرقي لمدينة هانوي بالقرب من حدود الصين ويبلغ تعداد السكان 10 ملايين.

### الجغرافيات
الحدود الجغرافية لغرب شمال شرق فيتنام غير محددة. السبب الرئيسي خلف عدم تحديد الحدود هو الاختلاف على جغرافية الحدود ما بين منطقة الشمال شرق والشمال غرب فيتنام والنهر الأحمر. ويحد الشمال شرق بشمال وشرق الحدود الصينية-الفيتنامية. والجنوب الشرقي يطل على خليج تونكين. والجنوب يحد بجبل تام داو (Tam Đảo) ودلتا النهر الأحمر.
وهي منطقة جبلية ومنتصفها جبلي شاملاً أما مجموعة جبلية أو جبلية متكونة من الحجر الجيري أو مجرد جبال.
الجزء الغربي يحده وادي النهر الأحمر ومنبع نهر كاي (Chảy River)، في الأعلى متكون من هضاب من الجرانيت والأردواز والحجر جيري. في الجوهر هذه تعتبر هضبة يونان قويتشو (Yunnan Plateau). الجبال العالية لشمال شرق متمركزه وهي تاي كن لينه (Tây Côn Lĩnh) وكيو ليو تي (Kiêu Liêu Ti).
الجزء الشمالي يتقاطع مع الحدود الفيتنامية-الصينية كهضبة من الغرب إلى الشرق وهي: باك ها (Bắc Hà) وكوان با (Quản Bạ) ودونغ فان (Đồng Văn). ويبلغ ارتفاع الهضبتين الأولى والثانية ما بين 1000 إلى 1200 متر، أما ارتفاع الثالثة دونغ فان 1600 متر. النهر والمجري يتبع من خلال الهضبة والأخاديد العميقة. وهناك صفائح صغيرة وهي تهات كي (Thất Khê) ولانغ سون (Lạng Sơn) ولوك بنه (Lộc Bình) وكاو بانغ (Cao Bằng).
إلى الغرب ، من وسط نهر غام (Gâm River) إلى البحر، وهي أقل أخفاضاً من العديد من قوس الجبال وتمتد من الشرق إلى الغرب وهي: الطية المحدبة لنهر غام (Gâm River's anticline) ونان سون-ين لاك باو (Ngân Sơn-Yên Lạc Bow) والمجموعة الجبيلة باك سون (Bắc Sơn Massif) وجبل دونغ تشيو (Đông Triều Mountain range). الجبال فوق البحر تشكل المنظر الشهير في ها لونغ (Hạ Long). القوس من هذه الجبال يشكل تام داو (Tam Đảo).
الجنوب غرب (من الشمال الشرقي) من فو تهو (Phú Thọ) جنوب توين كونغ (Tuyên Quang) وجنوب ين باي (Yên Bái) وتهاي نيوين (Thái Nguyên)  يطلق عليها الميدلاندز (midlands). ارتفاع هذا القطاع من 100 إلى 150 متر.

## معرض صور

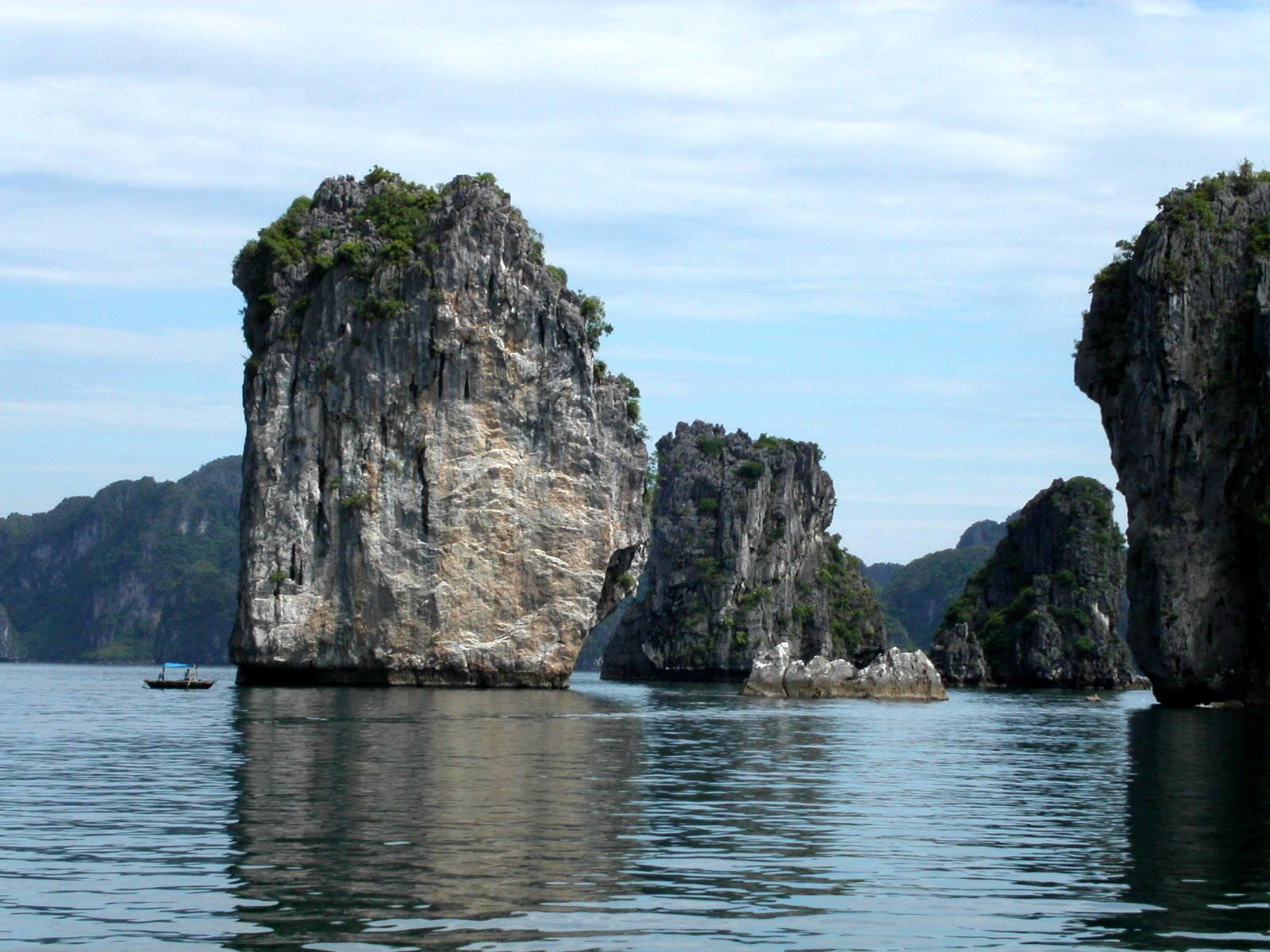
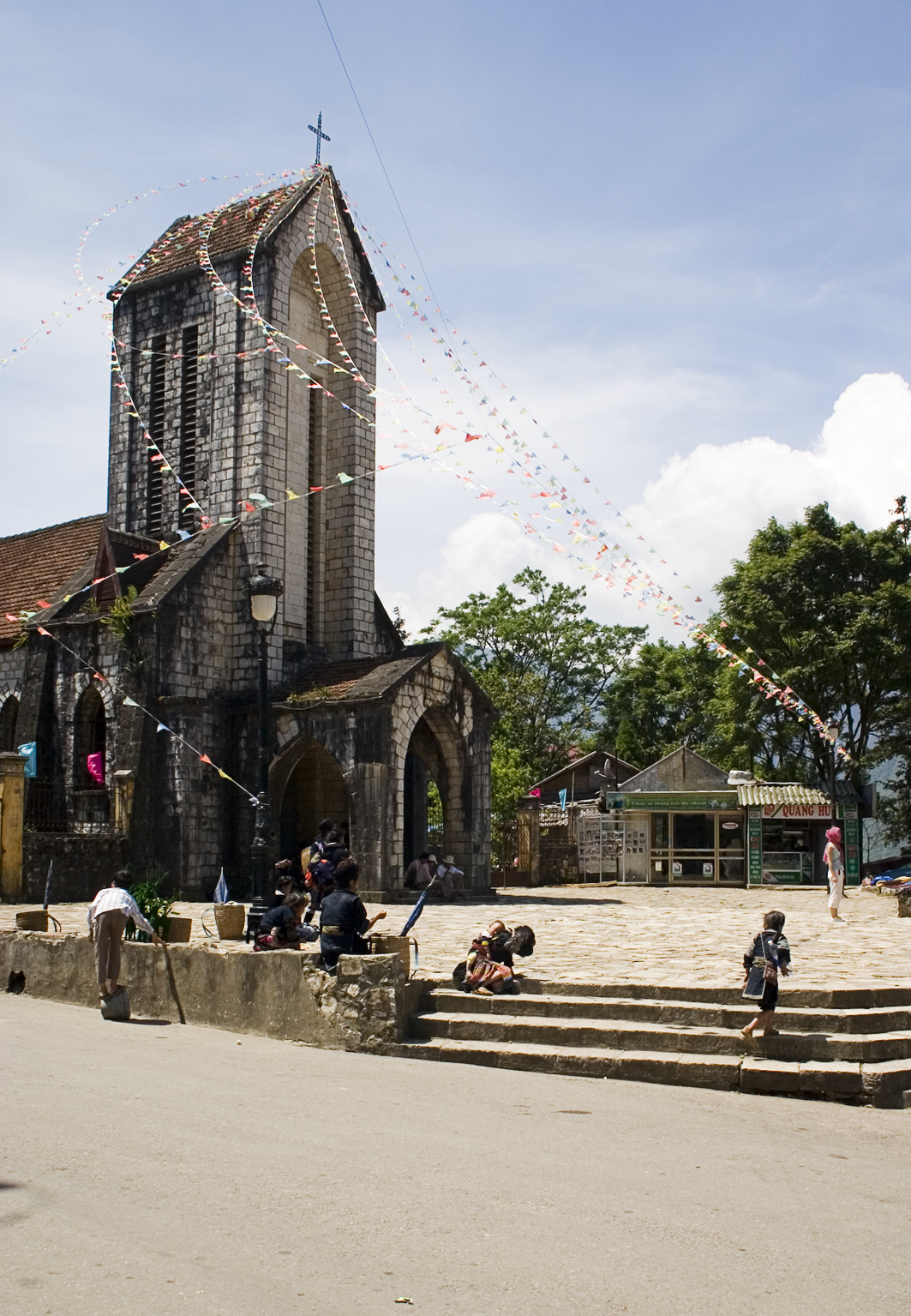
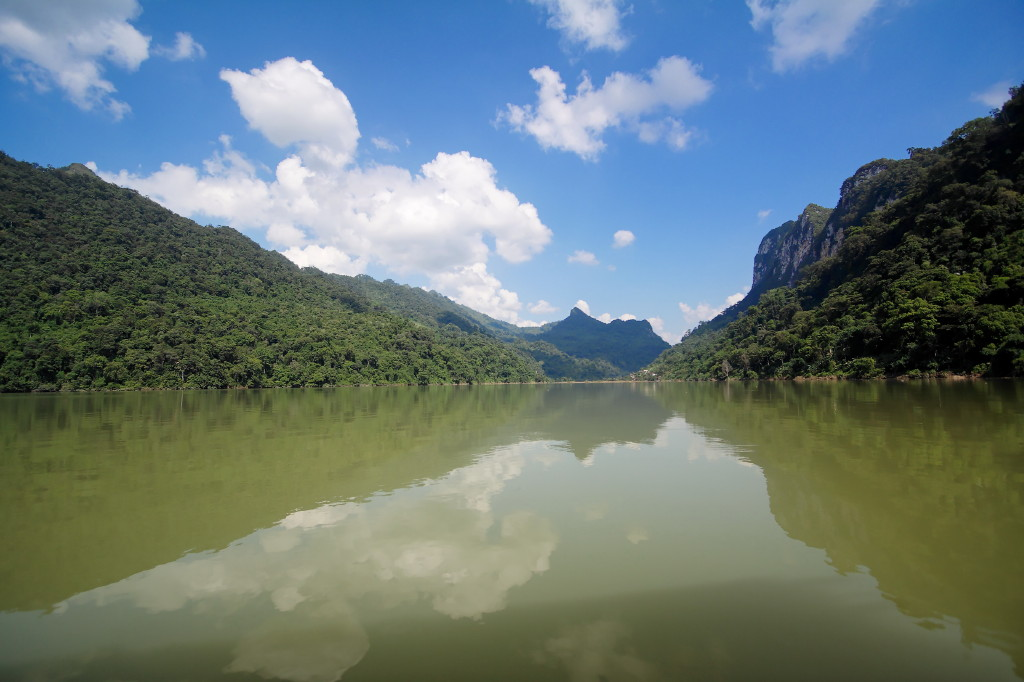
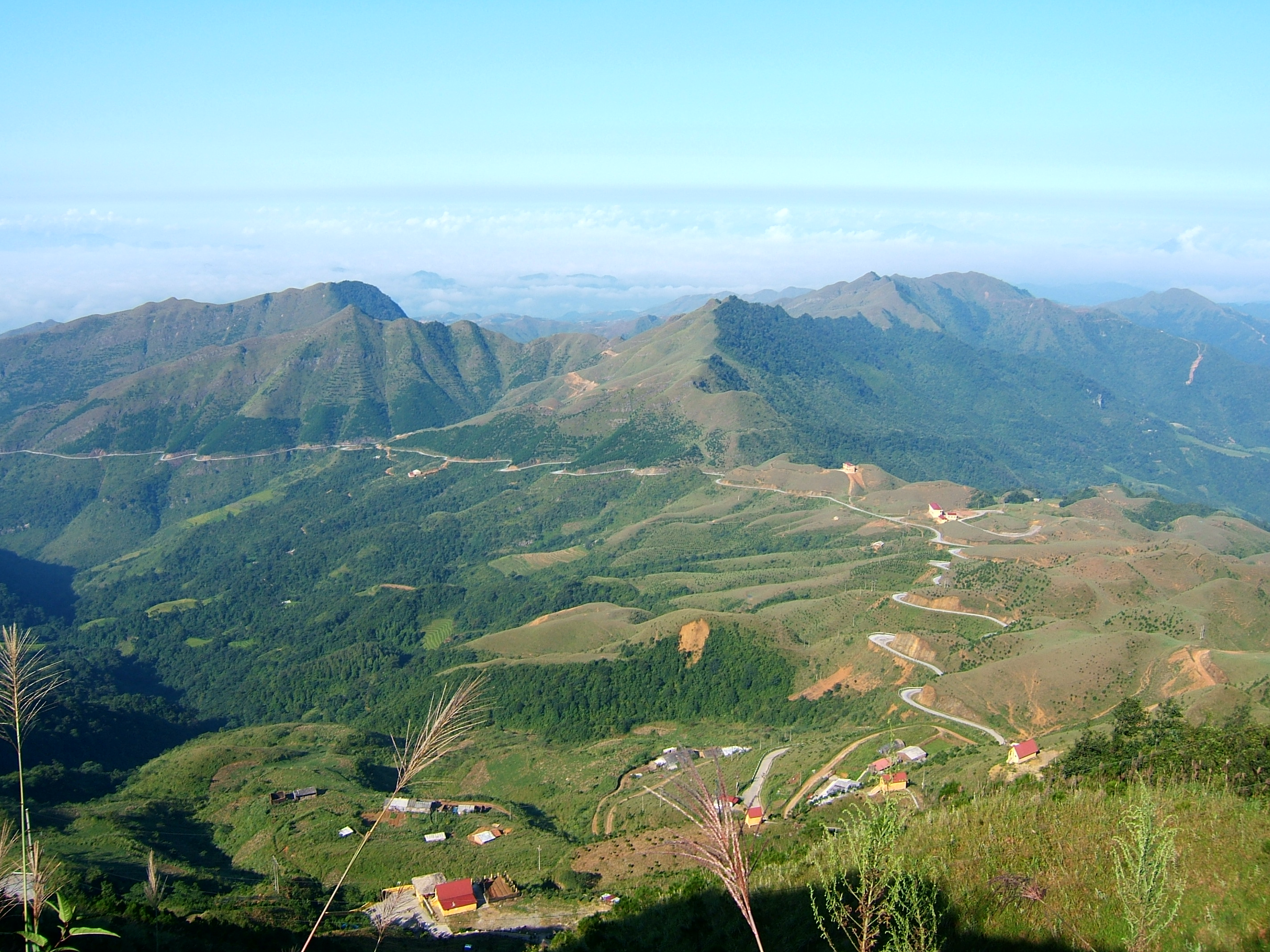

## المحافظات التابعة للمنطقة
| م  | المحافظة                        | المركز الاداري           | المساحة (كم²) | التعداد   | الكثافة (/كم²) | % النسبة |
| -- | ------------------------------- | ------------------------ | ------------- | --------- | -------------- | -------- |
| 1  | محافظة باك زانغ - Bắc Giang     | باك زانغ - Bắc Giang     | 3,827.4       | 1,554,131 | 406.1          | 9.4      |
| 2  | محافظة باك كان - Bắc Kạn        | باك كان - Bắc Kạn        | 4,868.4       | 293,826   | 60.4           | 16.1     |
| 3  | محافظة كاو بانغ - Cao Bằng      | كاو بانغ - Cao Bằng      | 6,724.6       | 507,183   | 75.4           | 16.9     |
| 4  | محافظة ها زانغ - Hà Giang       | ها زانغ - Hà Giang       | 7,945.8       | 724,537   | 91.2           | 11.6     |
| 5  | محافظة لانغ سون - Lạng Sơn      | لانغ سون - Lạng Sơn      | 8,331.2       | 732,515   | 87.9           | 19.2     |
| 6  | محافظة فو تاه - Phú Thọ         | فيت تشي - Việt Trì       | 3,528.4       | 1,316,389 | 373.1          | 15.8     |
| 7  | محافظة كوانغ ننه - Quảng Ninh   | ها لونغ - Hạ Long        | 6,099.0       | 1,144,988 | 187.7          | 51.9     |
| 8  | محافظة تهاي غوين - Thái Nguyên  | تهاي غوين - Thái Nguyên  | 3,546.6       | 1,123,116 | 316.7          | 25.6     |
| 9  | محافظة توين كوانغ - Tuyên Quang | توين كوانغ - Tuyên Quang | 5,870.4       | 724,821   | 123.5          | 13.0     |
| 10 | محافظة لاو كاي - Lào Cai        | لاو كاي - Lào Cai        | 6,383.9       | 614,595   | 96.3           | 21.0     |
| 11 | محافظة ين باي - Yên Bái         | ين باي - Yên Bái         | 6,899.5       | 740,397   | 107.3          | 18.8     |